# Viure de nit
Viure de nit (originalment en anglès, Live by Night) és una pel·lícula de crim estatunidenca de 2016, dirigida i escrita per Ben Affleck, i basada en la novel·la homònima publicada per Dennis Lehane el 2012. La pel·lícula és protagonitzada per Ben Affleck, Sienna Miller, Chris Messina, Zoe Saldana i Elle Fanning. El rodatge va començar el 28 d'octubre de 2015, a l'estat de Geòrgia. Ha estat doblada al català.

## Argument
Ambientada en la dècada de 1920, la història segueix a Joe Coughlin, el fill pròdig d'un capità de la policia de Boston. Després de mudar-se a la ciutat d'Ybor, veïnat de Tampa, Florida, Coughlin esdevé un contrabandista i, més tard, en un gàngster notori.

## Repartiment
- Ben Affleck com Joe Coughlin.
- Sienna Miller com Emma Gould.
- Chris Messina com Dion Bartolo.
- Zoe Saldana com Graciella Suárez.
- Elle Fanning com Loretta Figgis.
- Brendan Gleeson com Thomas Coughlin.
- Anthony Michael Hall com Gary Smith.
- Chris Cooper com Irving Figgis.
- Max Casella com Digger.
- Miguel Pimentel com Esteban.

## Producció
Warner Bros estava desenvolupant una adaptació d'una pel·lícula amb el director Ben Affleck, escrivint, produint i protagonitzant a Joe Coughlin, amb Leonardo DiCaprio i Jennifer Davisson Killoran com a productors. El 4 de setembre de 2014, Sienna Miller, Zoe Saldana i Elle Fanning es van unir al ventall de la pel·lícula. El 9 de juliol de 2015, Warner Bros havia donat llum verda a la pel·lícula i va començar la producció al novembre de 2015. El 28 d'agost de 2015, es va informar que Chris Messina estava en converses per unir-se a la pel·lícula per interpretar a Dion Bartolo, el millor amic i soci de Coughlin en el crim. El 2 de novembre de 2015, Miguel Pimentel va signar per interpretar el paper d'Esteban, germà de Suárez. El 5 de novembre de 2015, Max Casella va ser cridat per a la pel·lícula per interpretar a Digger, el fill massa agressiu d'un cap de la màfia. El 23 de novembre de 2015, Anthony Michael Hall es va unir a la pel·lícula per interpretar a Gary Smith, un cavaller meridional encarregat de la distribució en el mercat del contraban a Florida.

## Rodatge
D'acord amb The New York Times, la producció va començar a "principis" del 2015. La locació de la pel·lícula va tenir lloc a Geòrgia. Després, la filmació va ser programada per començar el novembre de 2015. El decorat de filmació s'estava construint el setembre de 2015, al centre de Brunswick, Geòrgia.
El rodatge de la pel·lícula va començar el 28 d'octubre de 2015, en Geòrgia. A mitjans de novembre, el rodatge va tenir lloc a Lawrence, Massachusetts, així com a Boston, Massachusetts, el 20 de novembre. A principis de desembre de 2015, el rodatge va començar a Los Angeles, on l'enregistrament va tenir lloc al Millennium Biltmore Hotel.

## Estrena
L'estudi va canviar la data d'estrena, la qual estava programada per al 25 de desembre de 2015, i la va passar al 7 d'octubre del 2016, per després passar-la al dia de Nadal del mateix any. El 13 de desembre va tenir la seva premiere a Nova York.

## Recepció
La pel·lícula va rebre crítiques molt negatives de la crítica i no va atraure el públic als cinemes, no aconseguint recollir el necessari per equilibrar les despeses; per aquest motiu es converteix en un fracàs ja poques setmanes després del llançament.

## Crítica
Al lloc web de Rotten Tomatoes, la pel·lícula només rep el 32% de les 176 ressenyes professionals positives, amb una puntuació mitjana de 5,2 sobre 10 mentre que a Metacritic obté una puntuació de 49 sobre 100 basada en 43 ressenyes.

## Recaptació
La pel·lícula només recapta 10 milions de dòlars als Estats Units i uns 7 milions de dòlars a la resta del món. Al 27 de gener, ja que només hi ha estrenes de cinema als principals mercats d'Alemanya, Itàlia i Japó, enfront d'un pressupost de 65 milions de dòlars, a més dels costos de màrqueting, les pèrdues previstes són d'aproximadament 75 milions de dòlars, per dividir entre Warner Bros. i RatPac-Dune Entertainment.